# FIDE Grand Prix der Frauen 2022–2023
Der FIDE Grand Prix der Frauen 2022–23 (offiziell: FIDE Women's Grand Prix Series 2022–2023) ist die sechste Austragung einer vom Weltschachverband FIDE organisierten Turnierserie über die Jahre 2022 und 2023. Sie bestand aus vier Turnieren, bei der die Teilnehmerinnen je nach Platzierung Grand-Prix-Punkte erhalten. Die beiden Spielerinnen mit den meisten GP-Punkten qualifizierten sich für das Kandidatenturnier der Frauen 2024.

## Modus

### Turnierformat und Preisgeld
Am 6. Oktober 2021 berichtete die FIDE, einen weiteren FIDE Grand Prix der Frauen zwischen August 2022 und Juni 2023 ausrichten zu wollen und suchte damit nach möglichen Austragungsorten. Auch die Turnierregularien wurden veröffentlicht. Darin wurde u. a. beschlossen, dass das Format gleich zum vorherigen Grand Prix 2019–2021 sein soll: Es finden vier Turniere statt und es werden 16 Spielerinnen nominiert, wobei jede Spielerin an drei dieser Turniere teilnimmt.
Je nach erreichter Platzierung im Einzelturnier wurden nach Punkt 5.5 der Regularien Preisgeld und Womens-Grand-Prix-Punkte (kurz: WGP-Punkte) vergeben, sodass sich folgende Verteilung ergab:
| Platz  | WGP-Punkte | Preisgeld |
| ------ | ---------- | --------- |
| 1.     | 160        | 15.000 €  |
| 2.     | 130        | 12.000 €  |
| 3.     | 110        | 10.000 €  |
| 4.     | 90         | 8.000 €   |
| 5.     | 80         | 6.750 €   |
| 6.     | 70         | 5.750 €   |
| 7.     | 60         | 5.000 €   |
| 8.     | 50         | 4.500 €   |
| 9.     | 40         | 4.000 €   |
| 10.    | 30         | 3.500 €   |
| 11.    | 20         | 3.000 €   |
| 12.    | 10         | 2.500 €   |
| Gesamt | 850        | 80.000 €  |

Preisgeld und WGP-Punkte sollten dabei auf Spielerinnen gleicher Punktzahl geteilt werden.
Gemäß der Abschnitte 5.1 und 5.2 der Regularien wurden die Einzelturniere als Rundenturnier mit zwölf Spielerinnen im klassischen Zeitformat ausgetragen, d. h. 90 Minuten für die ersten 40 Züge, mit einem Zuschlag von 30 min für den Rest der Partie und einer Zeitzugabe von 30 Sekunden ab dem ersten Zug. Des Weiteren galt nach Punkt 5.3 die Sofia-Regel, was bedeutet, dass ein Remis vor dem 30. Zug von Schwarz nur durch Stellungswiederholung oder Patt reklamiert werden kann.
Die Turnierregularien schrieben gemäß Punkt 5.4.2 für punktgleiche Spielerinnen in den Einzelturnieren folgende Tie-Breaks vor:
1. höhere Anzahl an Partien, die mit den schwarzen Steinen gespielt wurde
2. Wertung nach Sonneborn-Berger
3. größere Anzahl an gewonnenen Partien im Turnier
4. direkter Vergleich der betroffenen Spielerinnen
5. Ziehung von Losen

Nach Abschluss des Grand Prix wurde nach Punkt 2.8 der Regularien ein weiteres Preisgeld nach Gesamtplatzierung vergeben. Auch dieses hätte unter gleichplatzierten Spielerinnen geteilt werden müssen. Diese Regel kam jedoch nicht zur Anwendung
| Platz  | Preisgeld |
| ------ | --------- |
| 1.     | 20.000 €  |
| 2.     | 16.000 €  |
| 3.     | 13.000 €  |
| 4.     | 10.500 €  |
| 5.     | 8.000 €   |
| 6.     | 5.500 €   |
| 7.     | 4.000 €   |
| 8.     | 3.000 €   |
| Gesamt | 80.000 €  |

### Spielorte
Folgende Städte wurden von der FIDE zu Austragungsorten bestimmt:
| Turnier | Stadt             | Datum                              |
| ------- | ----------------- | ---------------------------------- |
| 1       | Astana            | 17. – 30. September 2022           |
| 2       | München           | 1. – 14. Februar 2023              |
| 3       | Neu-Delhi         | 24. März – 6. April 2023           |
| 4       | Bydgoszcz Nikosia | Mai – Juni 2023 15. – 28. Mai 2023 |

Ende März 2023 gab die FIDE bekannt, das vierte Turnier von Bydgoszcz nach Nikosia zu verlegen.

### Spielerinnen
16 Spielerinnen wurden nach folgenden Kriterien unter Abschnitt 3 der Regularien für den Grand Prix nominiert:
1. die amtierende Schachweltmeisterin Ju Wenjun
2. die vier Halbfinalistinnen des Schach-Weltpokal der Frauen 2021
3. die vier bestplatzierten Spielerinnen des FIDE Grand Swiss Tournament der Frauen 2021, die nicht schon über 1. oder 2. qualifiziert waren
4. die drei bestgewerteten Spielerinnen nach Weltrangliste vom März 2022
  - Die Spielerinnen durften nicht schon über 1. bis 3. qualifiziert worden sein.
  - Diese mussten min. eine Partie zwischen April 2021 und März 2022 gespielt haben, um nominiert zu werden.
  - Im Falle einer Elo-Gleichheit sollte die Anzahl der gespielten Partien in diesem Zeitraum entscheiden.
5. vier Spielerinnen, die nach Absprache mit dem FIDE-Präsidenten von den Turnierorganisatoren nominiert wurden

Im Falle von Absagen zur Grand-Prix-Serie wurde eine Liste mit Reservistinnen zusammengestellt, die aus der Weltrangliste von März 2022 besteht. Sollte es weiterhin bei den Einzelturnieren zu Absagen kommen, dürfen die jeweiligen Organisatoren nach Punkt 5.7.3 der Turnierregularien eine weitere Spielerin nachnominieren. Da neben Ju Wenjun als Weltmeisterin auch die Grand-Swiss-Siegerin Lei Tingjie und die Weltranglistenführende Hou Yifan den gesamten Grand Prix absagten, kamen diese Regeln auch zum Einsatz.
Somit ergibt sich folgendes Teilnehmerfeld:
| Spielerin                 | Qualifikationsweg         | Elo-Zahl (März 2022) | Turnier- teilnahmen |
| ------------------------- | ------------------------- | -------------------- | ------------------- |
| a Alexandra Kostenjuk     | Weltpokal                 | 2516                 | 1,2,4               |
| a Alexandra Gorjatschkina | Weltpokal                 | 2610                 | 1,3,4               |
| Tan Zhongyi               | Weltpokal                 | 2525                 | 1,2,4               |
| Anna Musytschuk           | Weltpokal                 | 2531                 | 2,3c,4e             |
| Elisabeth Pähtz           | Grand Swiss               | 2507                 | 1,2,3d              |
| Zhu Jiner                 | Grand Swiss               | 2464                 | 1,2,3               |
| Marija Musytschuk         | Grand Swiss               | 2544                 | 2,3c,4e             |
| a Jekaterina Lagno        | Rangliste                 | 2550                 | 1,3,4               |
| Nana Dsagnidse            | Rangliste                 | 2531                 | 2,3,4               |
| Bibissara Assaubajewa     | vom Organisator nominiert | 2434                 | 1,3,4               |
| Dinara Wagner             | vom Organisator nominiert | 2325                 | 1,2,4               |
| K. Humpy                  | vom Organisator nominiert | 2586                 | 1b,2,3              |
| Alina Kaschlinskaja       | vom Organisator nominiert | 2490                 | 1,2,4e              |
| D. Harika                 | Rangliste (Reserve)       | 2517                 | 1,2,4               |
| a Polina Schuwalowa       | Rangliste (Reserve)       | 2504                 | 1,3,4               |
| Schansaja Äbdimälik       | Rangliste (Reserve)       | 2493                 | 1,2,3d              |
| R. Vaishali               | vom Organisator nominiert | 2403                 | 1b,3c               |
| Nino Baziaschwili         | vom Organisator nominiert | 2472                 | 3c                  |
| Bela Chotenaschwili       | vom Organisator nominiert | 2485                 | 4e                  |
| Günay Məmmədzadə          | vom Organisator nominiert | 2454                 | 4e                  |
| Oliwia Kiołbasa           | vom Organisator nominiert | 2388                 | 4e                  |

a Aufgrund der russischen Invasion in der Ukraine mussten russische Spielerinnen unter Flagge der FIDE antreten.

b Koneru sagte ihre Teilnahme in Astana aus gesundheitlichen Gründen ab. Sie wurde durch Vaishali ersetzt.

c Anna und Marija Musytschuk sagten ihre Teilnahme für Neu-Delhi ab. Sie wurden durch Vaishali und Nino Baziaschwili ersetzt.

d Abdumalik und Pähtz zogen ihre Teilnahme für Neu-Delhi aus Prostest ebenfalls zurück.

e Anna und Marija Musytschuk beendeten den Grand Prix vor dem Turnier in Neu-Delhi und traten demzufolge nicht an, auch Alina Kaschlinskaja nahm nicht teil. Sie wurden durch Bela Chotenaschwili, Günay Məmmədzadə und Oliwia Kiołbasa ersetzt.

## Einzelturniere

### Nur-Sultan/Astana
Am 3. Januar 2022 gab die FIDE bekannt, dass das erste Turnier des Grand Prix in Kasachstan Hauptstadt Astana stattfinden soll, das sich kurzzeitig in Nur-Sultan umbenannt hatte. Gespielt wurde vom 18. bis 29. September, mit einem Ruhetag am 24. September. Den Sieg mit 8 Punkten in 11 Partien sicherte sich Jekaterina Lagno.
| Platz | Titel | Spielerin               | Elo-Zahl | 1  | 2  | 3  | 4  | 5  | 6  | 7  | 8  | 9  | 10 | 11 | 12 | Punkte | Schwarz- partien | SoBe  | WGP-Punkte |
| ----- | ----- | ----------------------- | -------- | -- | -- | -- | -- | -- | -- | -- | -- | -- | -- | -- | -- | ------ | ---------------- | ----- | ---------- |
| 1     | GM    | Jekaterina Lagno        | 2547     | xx | ½  | 1  | ½  | ½  | ½  | 1  | 1  | 1  | ½  | ½  | 1  | 8      |                  |       | 160        |
| 2     | GM    | Alexandra Gorjatschkina | 2579     | ½  | xx | 1  | ½  | ½  | ½  | ½  | 1  | ½  | ½  | 1  | 1  | 7½     |                  |       | 130        |
| 3     | WGM   | Zhu Jiner               | 2464     | 0  | 0  | xx | ½  | 1  | ½  | 1  | ½  | ½  | ½  | 1  | 1  | 6½     |                  |       | 110        |
| 4     | GM    | Alexandra Kostenjuk     | 2521     | ½  | ½  | ½  | xx | 1  | 1  | 0  | 1  | 1  | 0  | ½  | 0  | 6      |                  |       | 90         |
| 5     | GM    | Schansaja Äbdimälik     | 2503     | ½  | ½  | 0  | 0  | xx | ½  | ½  | ½  | ½  | ½  | 1  | 1  | 5½     |                  |       | 80         |
| 6     | IM    | R. Vaishali             | 2449     | ½  | ½  | ½  | 0  | ½  | xx | ½  | ½  | 1  | ½  | 0  | ½  | 5      | 6                |       | 60         |
| 7     | WGM   | Dinara Wagner           | 2358     | 0  | ½  | 0  | 1  | ½  | ½  | xx | 0  | 0  | ½  | 1  | 1  | 5      | 5                | 25,75 | 60         |
| 8     | GM    | Tan Zhongyi             | 2525     | 0  | 0  | ½  | 0  | ½  | ½  | 1  | xx | ½  | 1  | 1  | 0  | 5      | 5                | 24,75 | 60         |
| 9     | IM    | Elisabeth Pähtz         | 2477     | 0  | ½  | ½  | 0  | ½  | 0  | 1  | ½  | xx | 1  | ½  | 0  | 4½     | 6                |       | 30         |
| 10    | IM    | Bibissara Assaubajewa   | 2443     | ½  | ½  | 1  | ½  | ½  | ½  | ½  | 0  | 0  | xx | 0  | ½  | 4½     | 5                | 26,75 | 30         |
| 11    | IM    | Alina Kaschlinskaja     | 2491     | ½  | 0  | 0  | ½  | 0  | 1  | 0  | 0  | ½  | 1  | xx | 1  | 4½     | 5                | 22,75 | 30         |
| 12    | IM    | Polina Schuwalowa       | 2510     | 0  | 0  | 0  | 1  | 0  | ½  | 0  | 1  | 1  | ½  | 0  | xx | 4      |                  |       | 10         |

### München
Das zweite Turnier des Grand Prix fand in München statt. Gespielt wurde im Hotel Vier Jahreszeiten Kempinski, vom 2. bis 13. Februar, mit einem Ruhetag am 7. Februar. Der Sieg ging an Alexandra Kostenjuk mit 7½ Punkten aus 11 Partien.
| Platz | Titel | Spielerin           | Elo-Zahl | 1  | 2  | 3  | 4  | 5  | 6  | 7  | 8  | 9  | 10 | 11 | 12 | Punkte | Schwarz- partien | SoBe  | WGP-Punkte |
| ----- | ----- | ------------------- | -------- | -- | -- | -- | -- | -- | -- | -- | -- | -- | -- | -- | -- | ------ | ---------------- | ----- | ---------- |
| 1     | GM    | Alexandra Kostenjuk | 2519     | xx | ½  | ½  | ½  | 0  | ½  | 1  | 1  | ½  | 1  | 1  | 1  | 7½     |                  |       | 160        |
| 2     | GM    | K. Humpy            | 2572     | ½  | xx | ½  | ½  | ½  | ½  | ½  | 1  | ½  | 1  | 1  | ½  | 7      |                  |       | 130        |
| 3     | GM    | Nana Dsagnidse      | 2517     | ½  | ½  | xx | ½  | ½  | 1  | 1  | 0  | ½  | 1  | ½  | ½  | 6½     |                  |       | 110        |
| 4     | GM    | D. Harika           | 2507     | ½  | ½  | ½  | xx | ½  | ½  | ½  | ½  | ½  | ½  | 1  | ½  | 6      |                  |       | 90         |
| 5     | WGM   | Zhu Jiner           | 2486     | 1  | ½  | ½  | ½  | xx | 1  | 0  | ½  | 0  | 0  | ½  | 1  | 5½     | 6                |       | 65         |
| 6     | GM    | Schansaja Äbdimälik | 2496     | ½  | ½  | 0  | ½  | 0  | xx | ½  | ½  | 1  | ½  | ½  | 1  | 5½     | 5                | 28,50 | 65         |
| 7–8   | GM    | Tan Zhongyi         | 2530     | 0  | ½  | 0  | ½  | 1  | ½  | xx | ½  | ½  | ½  | 1  | ½  | 5½     | 5                | 28,00 | 65         |
| 7–8   | GM    | Elisabeth Pähtz     | 2464     | 0  | 0  | 1  | ½  | ½  | ½  | ½  | xx | ½  | ½  | ½  | 1  | 5½     | 5                | 28,00 | 65         |
| 9     | GM    | Marija Musytschuk   | 2523     | ½  | ½  | ½  | ½  | 1  | 0  | ½  | ½  | xx | 0  | ½  | ½  | 5      |                  |       | 40         |
| 10    | IM    | Alina Kaschlinskaja | 2491     | 0  | 0  | 0  | ½  | 1  | ½  | ½  | ½  | 1  | xx | ½  | 0  | 4½     |                  |       | 30         |
| 11    | GM    | Anna Musytschuk     | 2522     | 0  | 0  | ½  | 0  | ½  | ½  | 0  | ½  | ½  | ½  | xx | 1  | 4      |                  |       | 20         |
| 12    | WGM   | Dinara Wagner       | 2414     | 0  | ½  | ½  | ½  | 0  | 0  | ½  | 0  | ½  | 1  | 0  | xx | 3½     |                  |       | 10         |

### Neu-Delhi
Das dritte Turnier der Serie wurde vom 24. März bis 6. April 2023 im Leela Ambience Convention Hotel in Neu-Delhi gespielt. Noch im Vorfeld des Turniers kam es zu einem kleinen Skandal: Schansaja Äbdimälik beklagte sich über die schlechte Organisation, u. a. dem Transport vom Flughafen und die Unterbringung im Hotel. Danach reiste sie aus Protest wieder ab. Die FIDE hielt weiterhin am geplanten Ablauf des Turniers fest, auch wenn dadurch manche Spielerinnen viermal Weiß und andere sechsmal Weiß hatten. Es folgte ein offener Brief, der von sechs Spielerinnen (Pähtz, Gorjatschkina, Lagno, Assaubajewa, Schuwalowa und Abdumalik) unterzeichnet wurde. Darin wurde eine Verschiebung des Turniers gefordert. Die FIDE reagierte in einer offenen Antwort mit einer Entschuldigung an Abdumalik, doch auch Elisabeth Pähtz zog sich aus Protest und mit Unterstützung des DSB vom Turnier zurück. Mit nun mehr zehn verbliebenen Spielerinnen wurde das Turnier fortgesetzt, mit 4 Partien pro Tag, da nun zwei Spielerinnen keine Gegner hatten. Es setzten sich Alexandra Gorjatschkina, Bibissara Assaubajewa und Zhu Jiner mit 7 Punkten in 9 Partien durch, wobei Gorjatschkina den besten Tie-Break auswies.
| Platz | Titel | Spielerin               | Elo-Zahl | 1  | 2  | 3  | 4  | 5  | 6  | 7  | 8  | 9  | 10 | Punkte | Schwarz- partien | SoBe  | WGP-Punkte |
| ----- | ----- | ----------------------- | -------- | -- | -- | -- | -- | -- | -- | -- | -- | -- | -- | ------ | ---------------- | ----- | ---------- |
| 1     | GM    | Alexandra Gorjatschkina | 2576     | xx | 1  | ½  | ½  | ½  | ½  | 1  | 1  | ½  | ½  | 7      | 4                | 32,00 | 133⅓       |
| 2     | IM    | Bibissara Assaubajewa   | 2440     | 0  | xx | ½  | ½  | 1  | ½  | 1  | 1  | ½  | 1  | 7      | 4                | 29,50 | 133⅓       |
| 3     | WGM   | Zhu Jiner               | 2489     | ½  | ½  | xx | 1  | ½  | 1  | ½  | ½  | ½  | 1  | 7      | 3                |       | 133⅓       |
| 4     | GM    | Jekaterina Lagno        | 2560     | ½  | ½  | 0  | xx | ½  | ½  | ½  | ½  | 1  | 1  | 6      | 5                |       | 85         |
| 5     | IM    | Polina Schuwalowa       | 2484     | ½  | 0  | ½  | ½  | xx | ½  | 0  | 1  | 1  | 1  | 6      | 3                |       | 85         |
| 6     | GM    | K. Humpy                | 2576     | ½  | ½  | 0  | ½  | ½  | xx | 0  | 1  | 1  | 1  | 5½     |                  |       | 70         |
| 7     | GM    | Nino Baziaschwili       | 2489     | 0  | 0  | ½  | ½  | 1  | ½  | xx | 0  | ½  | ½  | 4½     | 6                | 19,50 | 50         |
| 8     | GM    | D. Harika               | 2511     | 0  | 0  | ½  | ½  | 0  | ½  | 1  | xx | ½  | ½  | 4½     | 6                | 17,50 | 50         |
| 9     | GM    | Nana Dsagnidse          | 2525     | ½  | ½  | ½  | 0  | 0  | 0  | ½  | ½  | xx | 1  | 4½     | 5                |       | 50         |
| 10    | IM    | R. Vaishali             | 2433     | ½  | 0  | 0  | 0  | 0  | ½  | ½  | ½  | 0  | xx | 3      |                  |       | 30         |

### Nikosia
Das Turnier fand vom 16. bis 27. Mai im Hilton Hotel in Nikosia statt. Ein Ruhetag war für den 22. Mai eingeplant. Den Sieg holte die nach Elo-Zahl am niedrigsten gewertete Dinara Wagner, die sich aber bereits früh in der Führungsgruppe festsetzte. Durch ihren Sieg in der letzten Runde gegen Bela Chotenaschwili gelang ihr mit 7 Punkten in 11 Partien der alleinige Sieg vor drei weiteren Spielerinnen mit 6½ Punkten. Wagner schaffte damit ihre zweite IM-Norm sowie die erste GM-Norm. Aus Sicht der Qualifikationen für das Kandidatenturnier reichten der 5. sowie geteilte 6. Platz für Jekaterina Lagno und Alexandra Gorjatschkina aus, um Zhu Jiner in der Gesamtwertung von der Spitze zu verdrängen.
| Platz | Titel | Spielerin               | Elo-Zahl | 1  | 2  | 3  | 4  | 5  | 6  | 7  | 8  | 9  | 10 | 11 | 12 | Punkte | Schwarz- partien | SoBe  | Siege | WGP-Punkte |
| ----- | ----- | ----------------------- | -------- | -- | -- | -- | -- | -- | -- | -- | -- | -- | -- | -- | -- | ------ | ---------------- | ----- | ----- | ---------- |
| 1     | WGM   | Dinara Wagner           | 2417     | xx | ½  | ½  |    | ½  | 1  | 0  | ½  | 1  | 0  | 1  | 1  | 7      |                  |       |       | 160        |
| 2     | IM    | Polina Schuwalowa       | 2484     | ½  | xx | ½  | ½  | 0  | 1  | 1  | ½  | ½  | ½  | ½  | 1  | 6½     | 6                | 33,25 | 3     | 110        |
| 3     | GM    | Tan Zhongyi             | 2517     | ½  | ½  | xx | ½  | ½  | ½  | ½  | ½  | ½  | 1  | ½  | 1  | 6½     | 6                | 33,25 | 2     | 110        |
| 4     | GM    | D. Harika               | 2501     | ½  | ½  | ½  | xx |    | ½  | ½  | 1  | ½  | ½  | ½  | 1  | 6½     | 5                |       |       | 110        |
| 5     | GM    | Jekaterina Lagno        | 2558     | 0  | 1  | ½  | ½  | xx | 1  | ½  | ½  | ½  | ½  | ½  | ½  | 6      |                  |       |       | 80         |
| 6–7   | IM    | Günay Məmmədzadə        | 2449     | 1  | 0  | ½  | ½  | 0  | xx | ½  | ½  | ½  | ½  | ½  | 1  | 5½     | 6                | 28,50 | 2     | 55         |
| 6–7   | IM    | Bibissara Assaubajewa   | 2464     | ½  | 0  | ½  | 0  | ½  | ½  | xx | ½  | ½  | 1  | 1  | ½  | 5½     | 6                | 28,50 | 2     | 55         |
| 8     | GM    | Alexandra Gorjatschkina | 2571     | 0  | ½  | ½  | ½  | ½  | ½  | ½  | xx | 1  | ½  | 0  | 1  | 5½     | 6                | 28,25 |       | 55         |
| 9     | GM    | Nana Dsagnidse          | 2513     | ½  | ½  | ½  | ½  | ½  | ½  | ½  | 0  | xx | 0  | 1  | 1  | 5½     | 5                |       |       | 55         |
| 10    | GM    | Alexandra Kostenjuk     | 2535     | ½  | ½  | 0  | ½  | ½  | ½  | 0  | ½  | 1  | xx | ½  | ½  | 5      |                  |       |       | 30         |
| 11    | GM    | Bela Chotenaschwili     | 2478     | 0  | ½  | ½  | ½  | ½  | ½  | 0  | 1  | 0  | ½  | xx | ½  | 4½     |                  |       |       | 20         |
| 12    | IM    | Oliwia Kiołbasa         | 2422     | 0  | 0  | 0  | 0  | ½  | 0  | ½  | 0  | 0  | ½  | ½  | xx | 2      |                  |       |       | 10         |

## Gesamtwertung
Anders als beim vorherigen Grand Prix sind alle Teilnehmerinnen (auch die Reservistinnen) berechtigt, sich für das Kandidatenturnier zu qualifizieren (siehe Punkt 5.7.5 der Turnierregeln).
Nach dem letzten Turnier in Nikosia sah die Gesamtwertung wie folgt aus, so dass sich  Jekaterina Lagno und Alexandra Gorjatschkina aus Russland für das Kandidatenturnier der Frauen 2024 in Toronto qualifiziert haben.
| Platz | Spielerin               | Astana | München | Neu-Delhi | Nikosia | Gesamt |
| ----- | ----------------------- | ------ | ------- | --------- | ------- | ------ |
| 1     | Jekaterina Lagno        | 160    |         | 85        | 80      | 325    |
| 2     | Alexandra Gorjatschkina | 130    |         | 133⅓      | 55      | 318⅓   |
| 3     | Zhu Jiner               | 110    | 65      | 133⅓      |         | 308⅓   |
| 4     | Alexandra Kostenjuk     | 90     | 160     |           | 30      | 280    |
| 5     | D. Harika               |        | 90      | 50        | 110     | 250    |
| 6     | Tan Zhongyi             | 60     | 65      |           | 110     | 235    |
| 7     | Dinara Wagner           | 60     | 10      |           | 160     | 230    |
| 8     | Bibissara Assaubajewa   | 30     |         | 133⅓      | 55      | 218⅓   |
| 9     | Nana Dsagnidse          |        | 110     | 50        | 55      | 215    |
| 10    | Polina Schuwalowa       | 10     |         | 85        | 110     | 205    |
| 11    | K. Humpy                |        | 130     | 70        |         | 200    |
| 12    | Schansaja Äbdimälik     | 80     | 65      |           |         | 145    |
| 13    | Elisabeth Pähtz         | 30     | 65      |           |         | 95     |
| 14    | R. Vaishali             | 60     |         | 30        |         | 90     |
| 15    | Alina Kaschlinskaja     | 30     | 30      |           |         | 60     |
| 16    | Günay Məmmədzadə        |        |         |           | 55      | 55     |
| 17    | Nino Baziaschwili       |        |         | 50        |         | 50     |
| 18    | Marija Musytschuk       |        | 40      |           |         | 40     |
| 19–20 | Bela Chotenaschwili     |        |         |           | 20      | 20     |
| 19–20 | Anna Musytschuk         |        | 20      |           |         | 20     |
| 21    | Oliwia Kiołbasa         |        |         |           | 10      | 10     |